# Günter Bernard
Günter Bernard (né le 4 novembre 1939) est un footballeur allemand, qui jouait en tant que gardien au Werder Brême et dans l'équipe nationale allemande. 
Il est le fils de Robert Bernard (football) (de), qui fut international allemand également.

## Carrière
- 1958-1963 : FC Schweinfurt  Allemagne
- 1963-1974 : Werder Brême  Allemagne[1]

## Palmarès
- 5 sélections et 0 but avec l'équipe d'Allemagne entre 1962 et 1968
- Finaliste de la Coupe du monde 1966 avec l'Allemagne
- Champion d'Allemagne en 1965 avec le Werder Brême